# Pierre-Nicolas Beauvallet
Pour les articles homonymes, voir Beauvallet.
 (janvier 2018).
Pierre-Nicolas Beauvallet, né au Havre le 21 juin 1750 et mort à Paris le 15 avril 1818, est un sculpteur, dessinateur et graveur français.

## Biographie
La vocation de Pierre-Nicolas Beauvallet fut éveillée auprès d'Augustin Pajou qui résidait chez son oncle. Après une formation chez ce maître, il fit le voyage d’Italie et, à son retour en France, exécuta un bas-relief qui lui valut, outre l’admiration de ses collègues, de nombreuses commandes. De 1784 à 1785, il exécute des bas-reliefs au château de Compiègne et se fait agréer par l’Académie royale en 1789, après avoir été grugé de ses commandes par son ancien maître Pajou.
Favorable aux idées de la Révolution, il exécute les bustes de plusieurs personnages liés à cet évènement, tels que Marat, Chalier Mirabeau, La Fayette ou Bailly. 
Le 21 août 1793, il est nommé administrateur des travaux publics de la commune de Paris. Le 7 juillet 1794, il est reçu au Club des Jacobins après y avoir remis un Buste de Guillaume Tell réalisé à l’invitation de David sur un projet de Collot d’Herbois. Républicain passionné, il fut brièvement emprisonné après le 9 Thermidor an II. C’est lui qui avait fourni à Le Bas le pistolet avec lequel il mit fin à ses jours et il n’échappa au massacre de l’hôtel de ville qu’en restant caché plusieurs jours dans les combles de l'édifice.
Il travaille ensuite à la restauration de sculptures médiévales et Renaissance pour le musée des Monuments français d’Alexandre Lenoir, dont la célèbre Fontaine de Diane provenant du château d'Anet, le Tombeau de Dagobert ou le Tombeau de Diane de Poitiers, le Monument du chevalier de l’Hôpital, le Tombeau de Dagobert, la statue de Louis XII provenant de la porte de Gênes du château de Gaillon. 
Sous l’Empire, il reçoit de nombreuses commissions d’État, y compris des bas-reliefs pour la colonne de la Grande Armée de la place Vendôme à Paris (bronze, 1806-1810).

## Œuvres dans les collections publiques

### Œuvres originales
- Paris :
  - musée du Louvre : 
    - Suzanne au bain, 1813, statue en marbre, exposée au Salon de 1814, no 1002[1].
    - Narcisse dit aussi Narcisse se mirant dans l’eau, 1817, marbre. Commande de l'État pour servir de pendant à la Suzanne au bain[2].

  - palais Bourbon, façade côté quai d'Orsay : statue de Sully. Elle fait partie d'un groupe de quatre statues de grands personnages de l'histoire de France. En 1989, lors d'une restauration, elles sont remplacées par des moulages.
  - 129, rue Saint-Dominique : Hygie, bas-relief ornant la fontaine de Mars, déesse de la santé soignant Mars, le dieu de la guerre.
  - cimetière du Père-Lachaise : tête du gisant d'Héloïse, monument funéraire d'Héloïse et Abélard[3].

### Travaux de restauration ou de restitution
- Loches, église Saint-Ours : Tombeau d'Agnès Sorel, école française du XVe siècle, statue en albâtre.
- Paris, musée du Louvre :
  - Louis XII, roi de France (Blois, 1462-Paris, 1515), 1798-1800, tête en albâtre. Cette œuvre fut exécutée pour compléter une statue de Louis XII par Lorenzo da Muzzano (actif à Milan en 1508), placée en 1510 sur directive de Georges d'Amboise dans la porte de Gênes du château de Gaillon ;
  - Diane d'Anet, école française du milieu du XVIe siècle, groupe en marbre.
- Versailles, châteaux de Versailles et de Trianon : Michel de l'Hôpital, chancelier de France (1505/1506-1573), école française du XVIe siècle, statue en marbre. Pierre Nicolas Beauvallet restaura la tête et une partie du vêtement.

Œuvres de Pierre-Nicolas Beauvallet
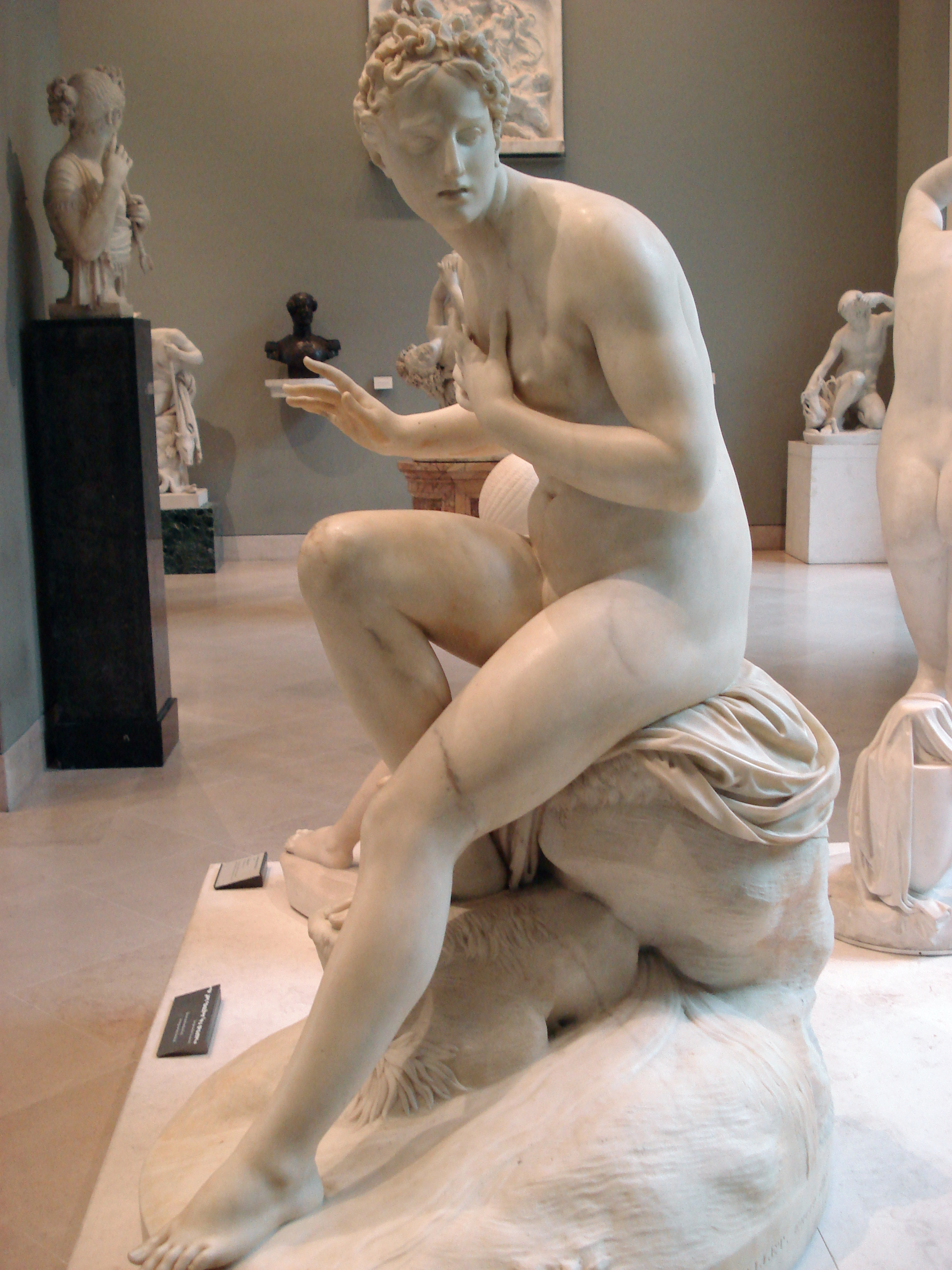
Suzanne au bain (1813), Paris, musée du Louvre.
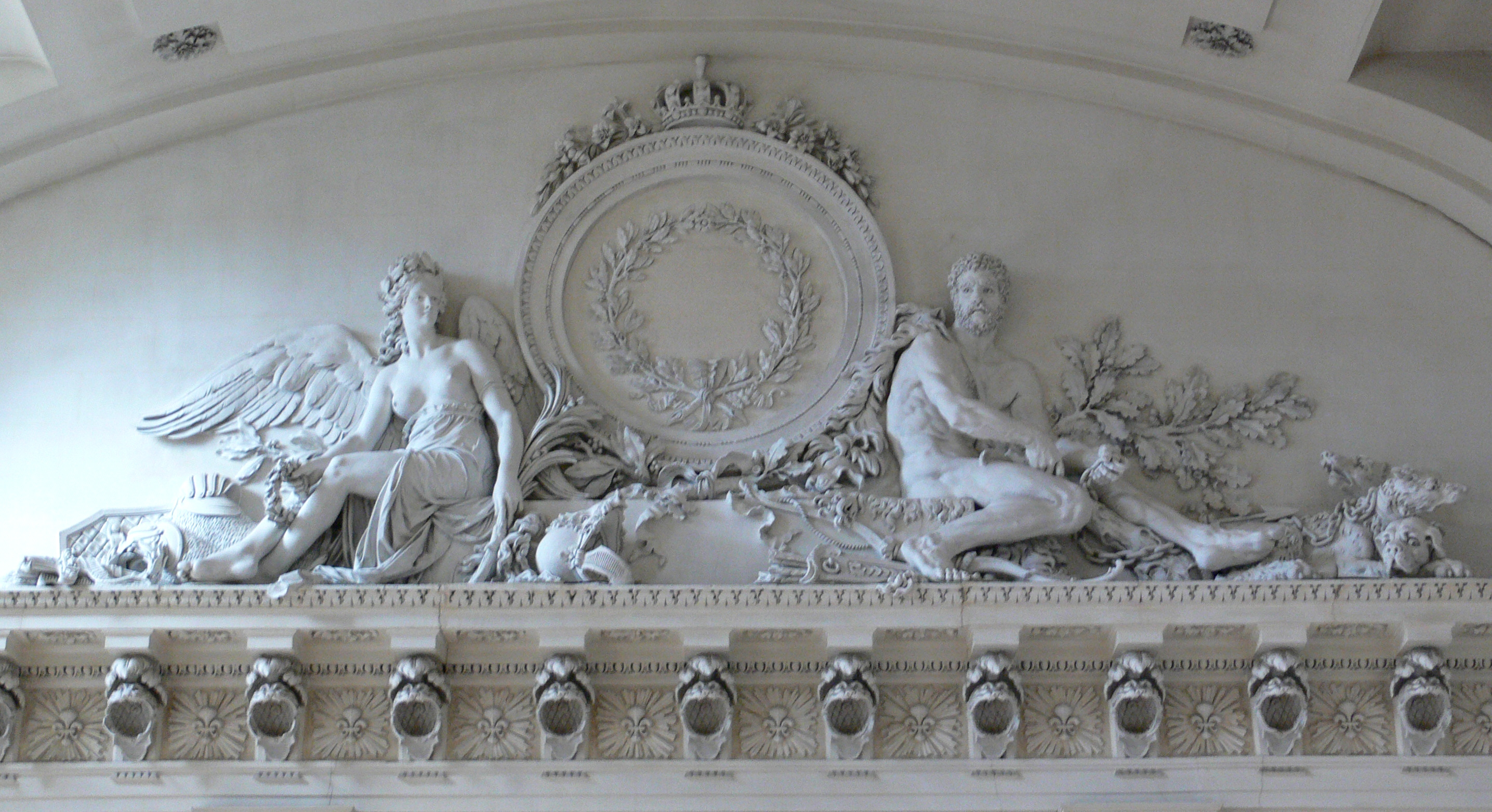
La Victoire et Hercule (1784),  château de Compiègne, salle des Gardes du Roi.
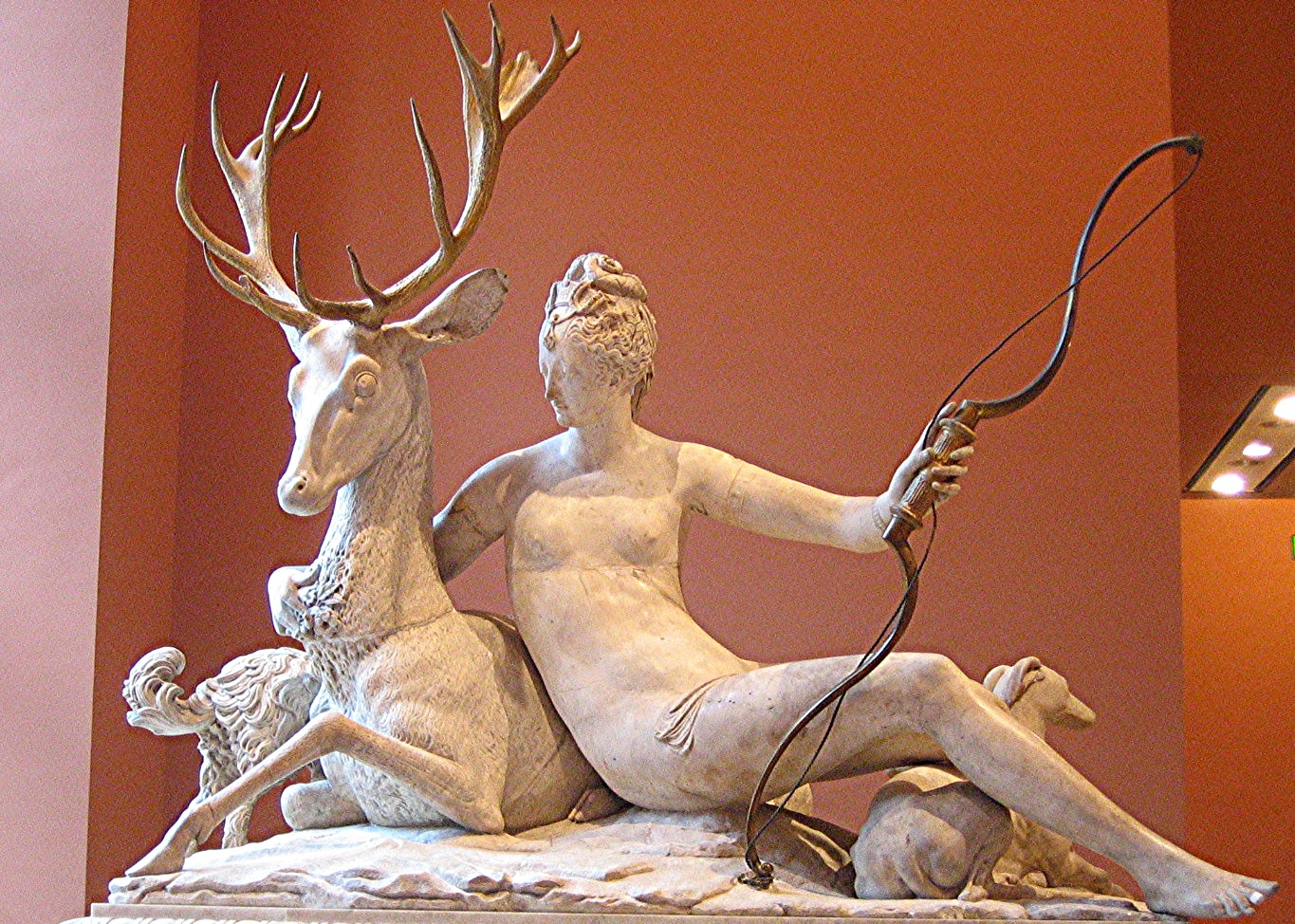
Diane d'Anet, restaurée par Beauvallet, Paris, musée du Louvre.

## Publications
- Style empire : fragments d'architecture, sculpture et peinture dans le Style de l'Empire, Paris, Guérinet, 1803.
- Décorations intérieures et extérieures, gravures de Charles Normand, Paris, 1803.